# Písac
Písac oder Pisaq ist eine Stadt und frühere Bergfeste der Inka in Südzentral-Peru, die etwa 33 Kilometer von Cusco entfernt ist. Sie liegt im Valle Sagrado („Heiliges Tal der Inka“) am rechten Flussufer des Rio Urubamba. 2017 zählte Písac 3718 Einwohner.

## Der heilige Bezirk
Der Stadtkern von Písac besteht aus zwei Teilen. Die eigentliche Stadt Písac ist der eine Teil, der andere ist der heilige Bezirk. Eine lange Treppe führt hier von den Häusern zum höchsten Plateau hinauf. Dort, in der Mitte des Tempelbereichs, liegt der Intihuatana, ein mächtiger Felsbrocken, von dem die Inka glaubten, an ihm sei die Sonne angebunden.

## Bilder

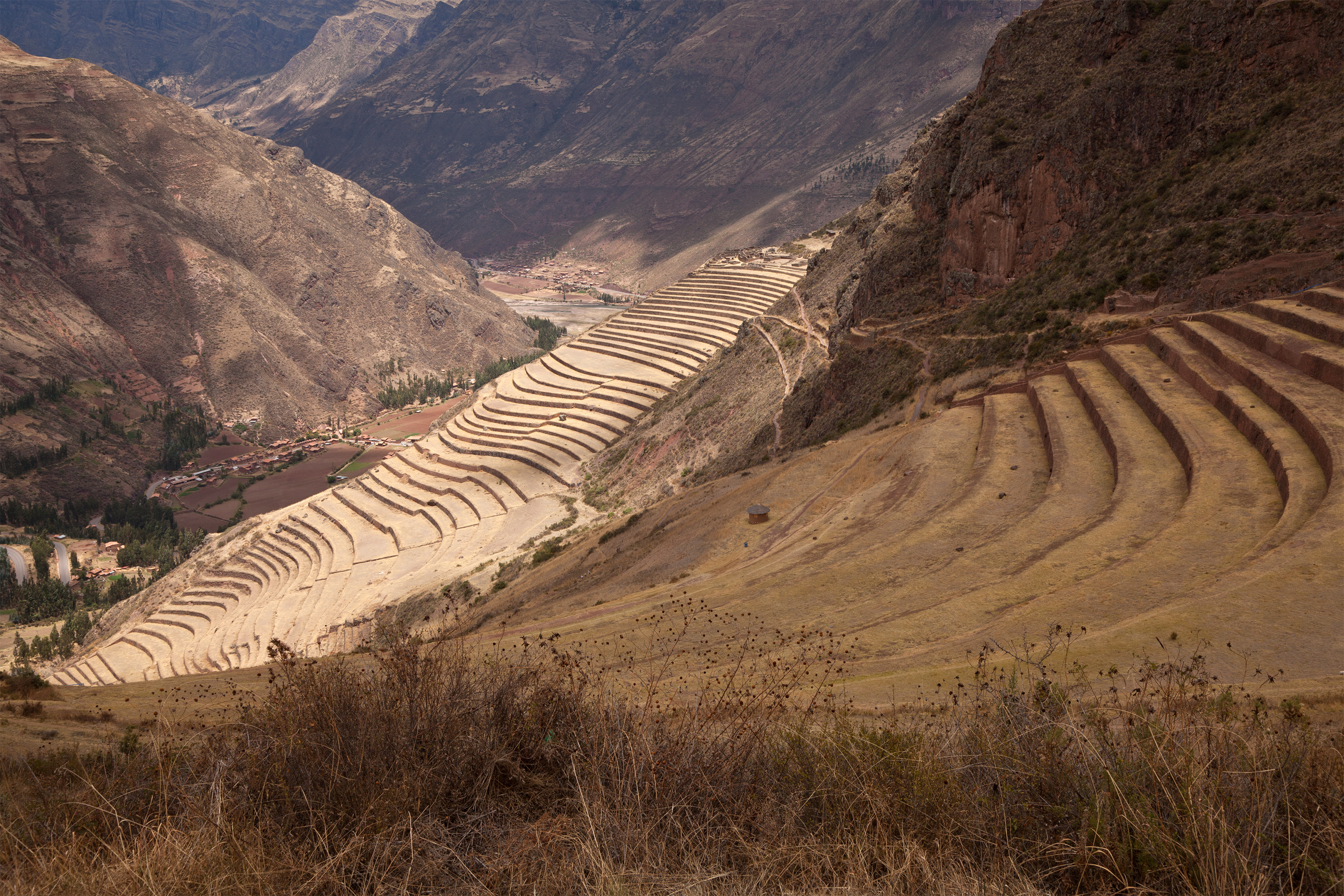
Inka-Terrassen bei Písac
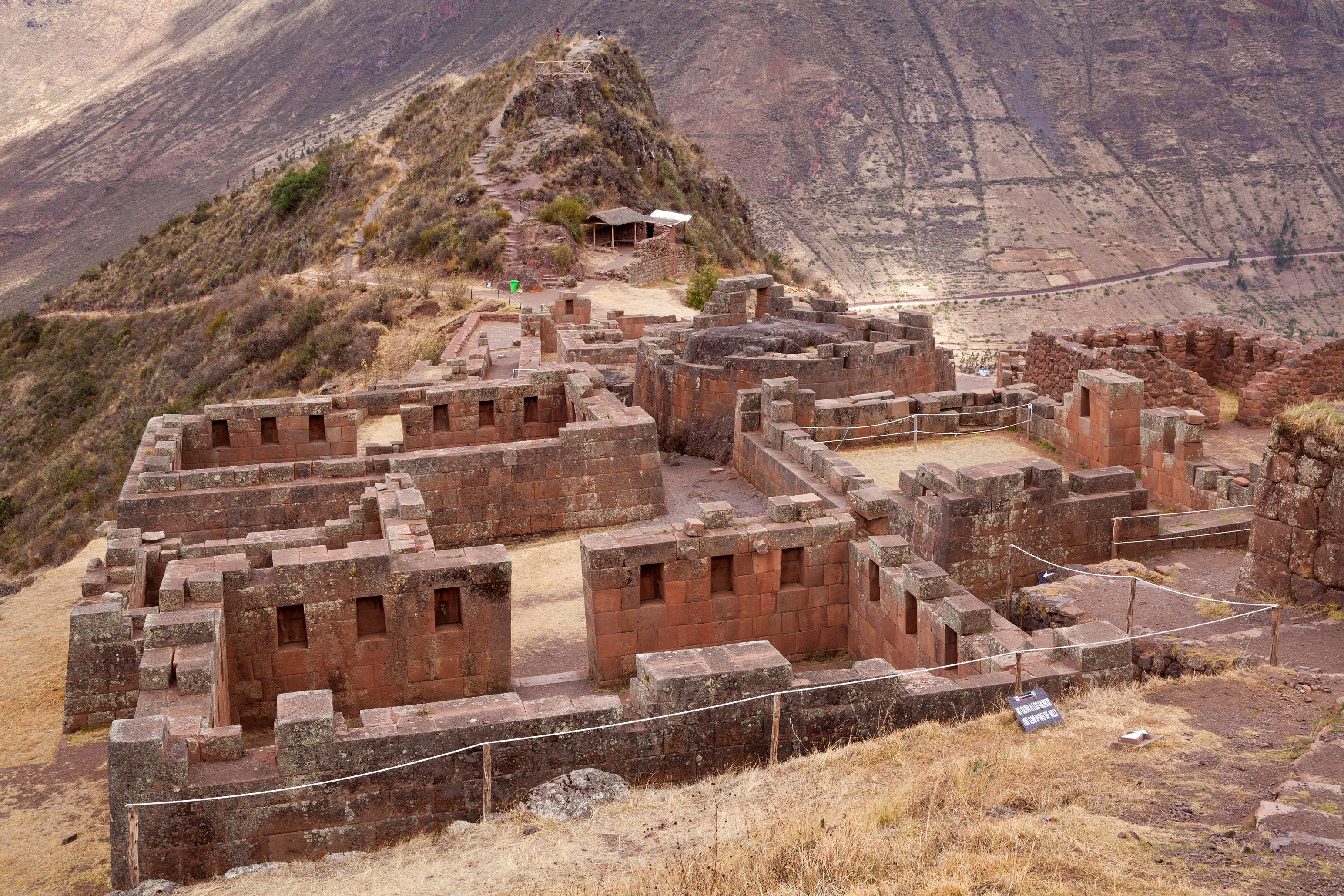
Inka-Ruinen oberhalb von Písac
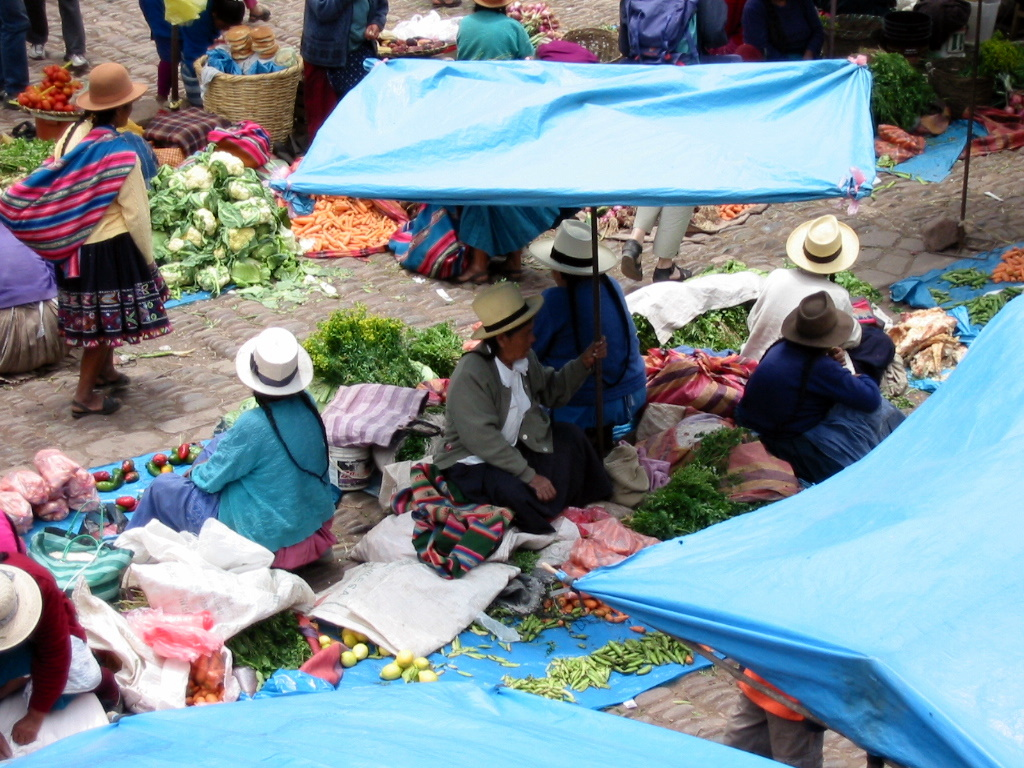
Traditioneller Markt
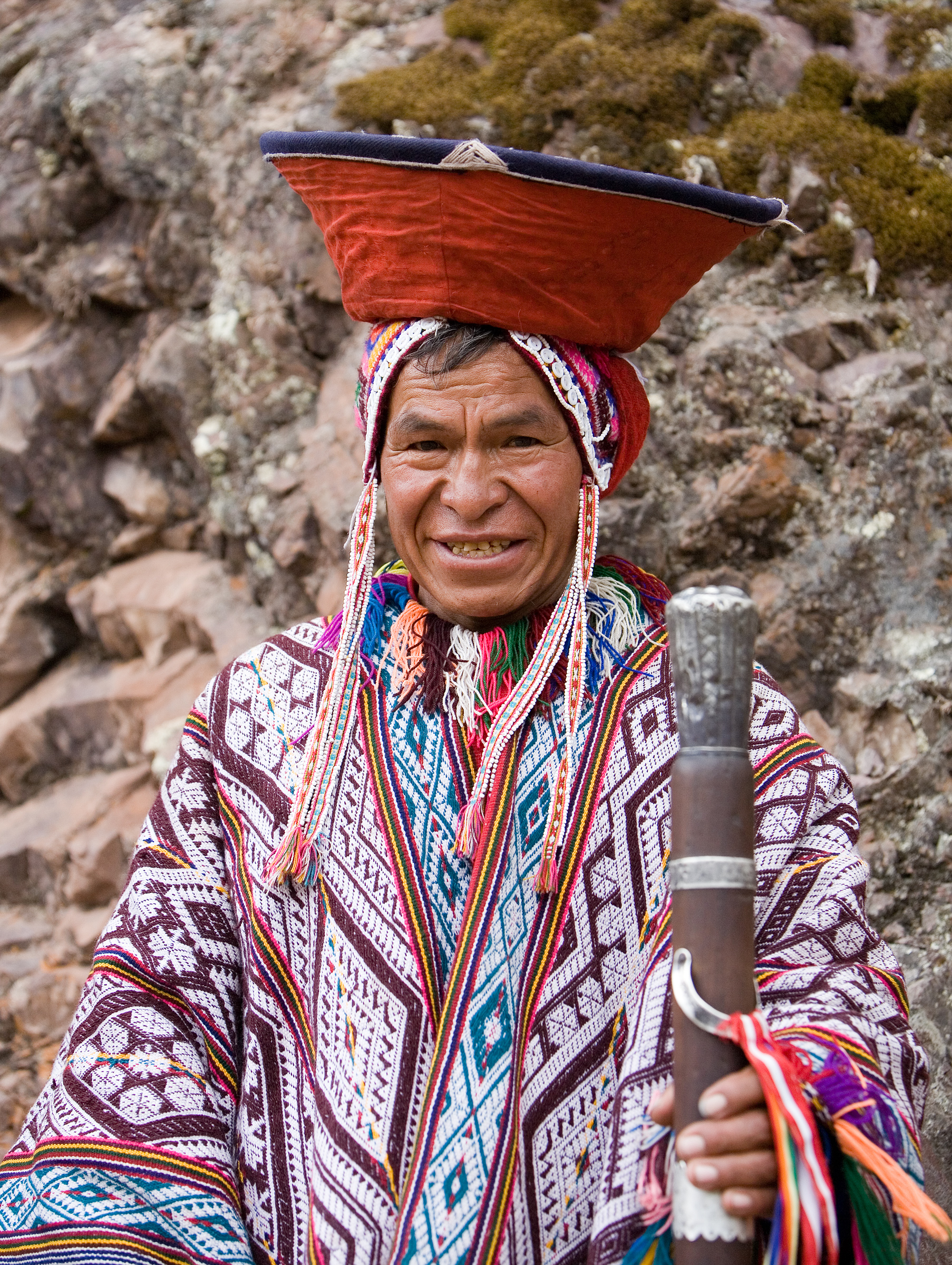
Traditionell gekleideter Bewohner
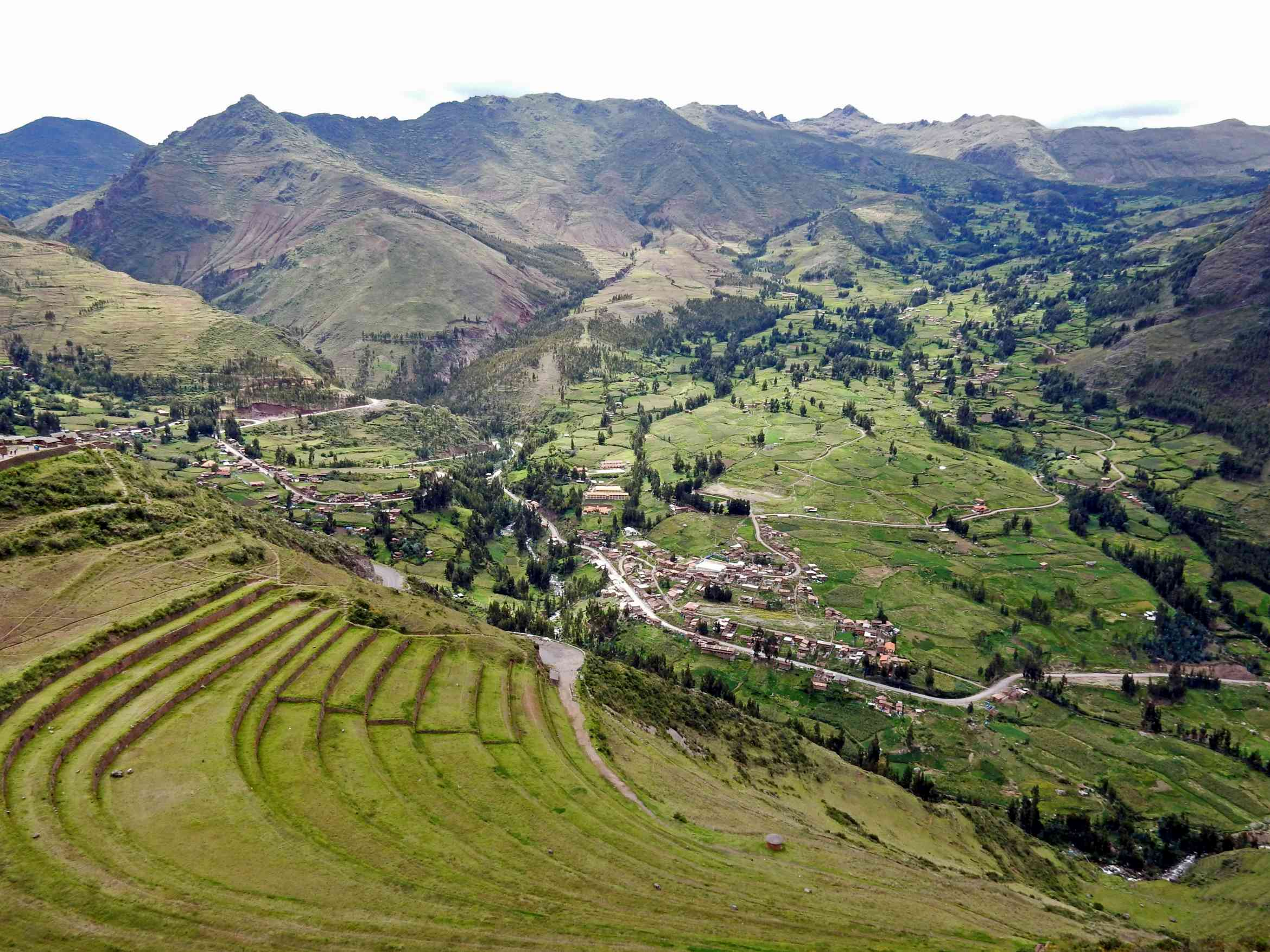
Blick auf Písac und in das Heilige Tal von den Ruinen von Písac
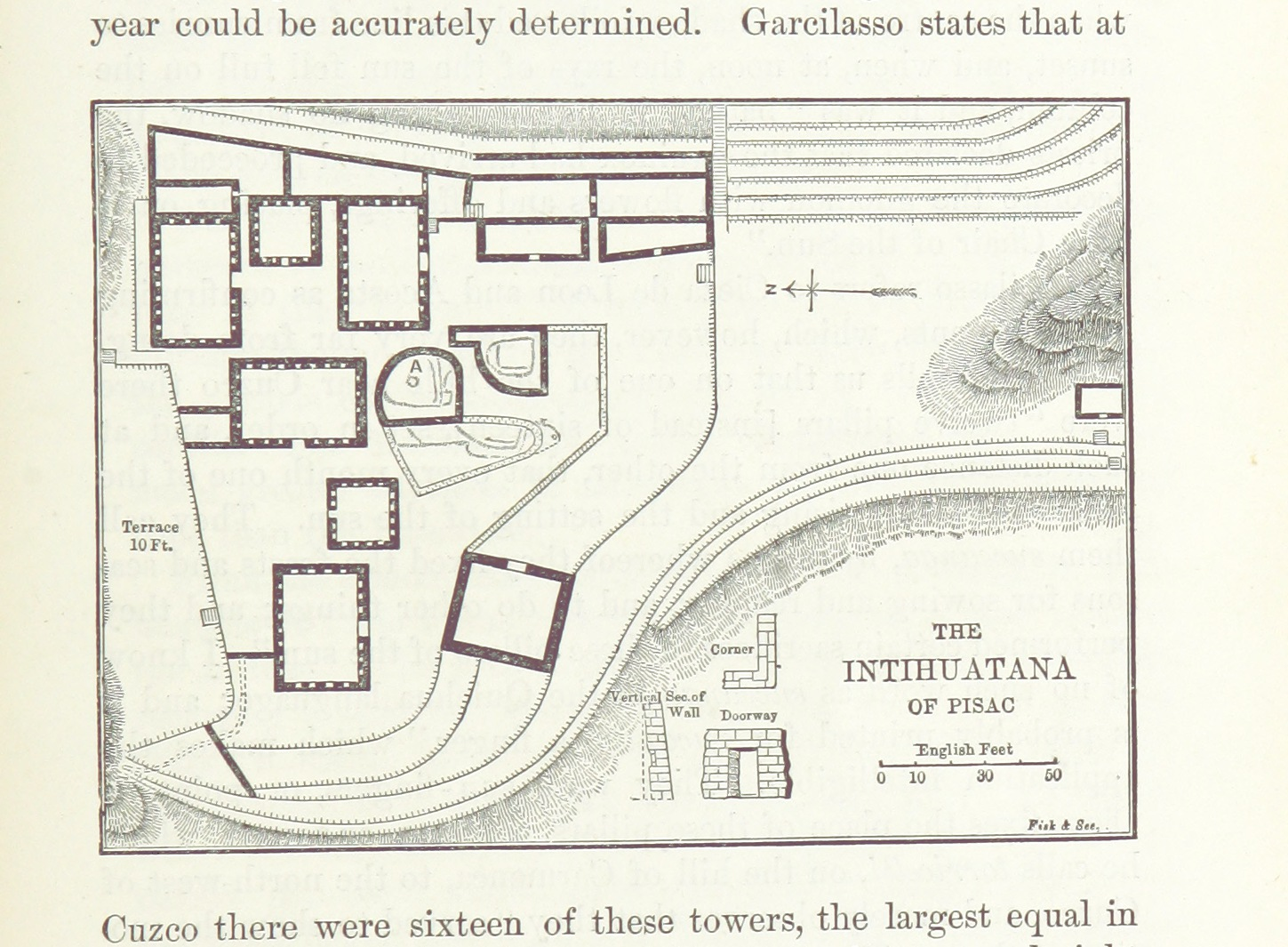
Plan von Ephraim Squier in Peru: Incidents of Travel and Exploration in the Land of the Incas.